# Championnat de France masculin de handball 2004-2005
Navigation
Division 1 2003-2004 Division 1 2005-2006
Le Championnat de France masculin de handball 2004-2005 est la cinquante troisième édition de cette compétition. Le championnat de Division 1 de handball est le plus haut niveau du championnat de France de ce sport. Quatorze clubs participent à la compétition. 
À la fin de la saison, le Montpellier Handball conserve son titre de Champion de France, le 8e de son histoire. Il devance de trois points le Paris Handball et de huit points l'US Ivry.
En bas du classement, le Livry-Gargan handball et le Saint-Raphaël Var Handball sont relégués en Division 2.

## Modalités
À la fin de la saison, le leader est désigné Champion de France.
Concernant les qualifications en coupes d'Europe :
- les deux premiers sont qualifiés en Ligue des champions (C1) ;
- le vainqueur de la Coupe de France 2004-2005 est qualifié en Coupe des coupes (C2) ;
- le 3e et le vainqueur de la coupe de la Ligue sont qualifiés en Coupe de l'EHF (C3)

Les équipes classées 13e et 14e à l'issue de la saison, descendent en Division 2. Elles sont remplacées par les deux meilleurs clubs de cette même division.

## Participants
| Club                           | Classement 2003-2004 |
| ------------------------------ | -------------------- |
| Montpellier Handball           | 1er                  |
| US Créteil                     | 2e                   |
| US Ivry                        | 3e                   |
| Dunkerque HGL                  | 4e                   |
| Paris Handball                 | 5e                   |
| Chambéry Savoie HB             | 6e                   |
| Istres OPH                     | 7e                   |
| SC Sélestat                    | 8e                   |
| Toulouse Handball              | 9e                   |
| USAM Nîmes Gard                | 10e                  |
| Angers Noyant Handball         | 11e                  |
| Livry-Gargan handball          | 12e                  |
| HBC Villefranche-en-Beaujolais | 1er de D2            |
| Saint-Raphaël VHB              | 2e de D2             |

## Compétition

### Classement final
Le classement final de la saison 2004-2005 est,, :
|    | Équipe                     | Pts | J  | G  | N | P  | Bp  | Bc  | Diff |
| -- | -------------------------- | --- | -- | -- | - | -- | --- | --- | ---- |
| 1  | Montpellier Handball T C L | 73  | 26 | 23 | 1 | 2  | 809 | 631 | 178  |
| 2  | Paris Handball             | 69  | 26 | 20 | 3 | 3  | 673 | 561 | 112  |
| 3  | US Ivry                    | 65  | 26 | 18 | 3 | 5  | 734 | 648 | 86   |
| 4  | US Créteil                 | 61  | 26 | 16 | 3 | 7  | 667 | 633 | 34   |
| 5  | Chambéry Savoie HB FC      | 60  | 26 | 16 | 2 | 8  | 741 | 667 | 74   |
| 6  | SC Sélestat                | 58  | 26 | 13 | 6 | 7  | 697 | 670 | 27   |
| 7  | Dunkerque HGL              | 53  | 26 | 13 | 1 | 12 | 632 | 645 | -13  |
| 8  | Istres OPH                 | 52  | 26 | 12 | 2 | 12 | 680 | 681 | -1   |
| 9  | Toulouse Handball          | 48  | 26 | 9  | 4 | 13 | 699 | 700 | -1   |
| 10 | USAM Nîmes Gard            | 47  | 26 | 10 | 1 | 15 | 665 | 700 | -35  |
| 11 | HBC Villefranche P         | 39  | 26 | 6  | 1 | 19 | 659 | 724 | -65  |
| 12 | Angers Noyant Handball     | 38  | 26 | 6  | 0 | 20 | 650 | 743 | -93  |
| 13 | Livry-Gargan handball      | 33  | 26 | 3  | 1 | 22 | 670 | 822 | -152 |
| 14 | Saint-Raphaël VHB P        | 32  | 26 | 3  | 0 | 23 | 648 | 799 | -151 |

- Champion et qualifié en Ligue des champions (C1)
- Qualifié en Ligue des champions (C1)
- Qualifié en Coupe des coupes (C2)[4]
- Qualifié en Coupe de l'EHF (C3)
- Relégué en Division 2

Abréviations
- T : tenant du titre
- C : vainqueur de la Coupe de France
- L : vainqueur de la Coupe de la Ligue
- P : promus de Division 2

### Résultats
| Résultats (dom.\ext.)                                      | ANG   | CHA   | CRE   | DUN   | IST   | IVR   | LIV   | MON   | NÎM   | PAR   | STR   | SEL   | TOU   | VIL   |
| Angers Noyant HB                                           |       | 25-24 | 29-22 | 22-31 | 25-30 | 24-32 | 30-21 | 29-39 | 34-35 | 22-30 | 29-27 | 24-29 | 26-25 | 25-21 |
| Chambéry Savoie HB                                         | 27-25 |       | 17-18 | 31-27 | 28-21 | 24-24 | 38-21 | 26-30 | 28-25 | 24-19 | 36-23 | 31-23 | 29-20 | 31-21 |
| US Créteil HB                                              | 30-24 | 35-31 |       | 26-25 | 25-21 | 21-21 | 30-22 | 27-29 | 24-22 | 28-31 | 31-19 | 29-29 | 23-23 | 26-22 |
| Dunkerque HGL                                              | 18-17 | 19-25 | 21-22 |       | 29-25 | 28-26 | 33-27 | 15-24 | 22-26 | 22-27 | 26-20 | 22-20 | 28-24 | 29-26 |
| Istres OPH                                                 | 31-25 | 31-25 | 22-24 | 30-24 |       | 22-25 | 30-28 | 29-24 | 25-23 | 18-21 | 26-25 | 21-23 | 37-30 | 35-26 |
| US Ivry HB                                                 | 40-20 | 31-32 | 24-21 | 30-27 | 28-25 |       | 32-24 | 27-30 | 24-21 | 25-23 | 32-26 | 29-23 | 30-24 | 25-21 |
| Livry-Gargan handball                                      | 27-25 | 30-36 | 23-29 | 24-25 | 23-25 | 26-30 |       | 29-36 | 30-33 | 21-34 | 29-28 | 31-35 | 28-28 | 31-30 |
| Montpellier HB                                             | 34-26 | 32-25 | 27-25 | 30-24 | 35-21 | 30-28 | 33-23 |       | 35-23 | 25-25 | 40-20 | 35-24 | 39-26 | 32-20 |
| USAM Nîmes                                                 | 29-26 | 27-30 | 28-32 | 24-24 | 31-26 | 27-33 | 39-27 | 20-26 |       | 20-22 | 26-20 | 35-32 | 18-19 | 24-33 |
| Paris Handball                                             | 30-21 | 35-30 | 20-21 | 21-17 | 25-20 | 27-26 | 31-16 | 23-21 | 26-16 |       | 29-18 | 21-21 | 28-23 | 30-23 |
| Saint-Raphaël VHB                                          | 23-22 | 25-33 | 30-31 | 25-26 | 28-26 | 29-30 | 37-36 | 21-38 | 23-24 | 23-26 |       | 23-26 | 21-31 | 23-26 |
| SC Sélestat                                                | 21-21 | 25-25 | 24-23 | 26-19 | 25-25 | 28-28 | 35-25 | 28-31 | 27-22 | 21-21 | 40-27 |       | 24-28 | 28-23 |
| Toulouse Handball                                          | 35-27 | 26-29 | 26-18 | 26-27 | 26-26 | 22-30 | 33-23 | 23-25 | 31-24 | 20-28 | 43-28 | 24-27 |       | 34-28 |
| HBC Villefranche-en-Beaujolais                             | 29-27 | 29-26 | 23-26 | 21-24 | 30-32 | 23-24 | 27-25 | 24-29 | 21-23 | 19-20 | 37-36 | 27-30 | 29-29 |       |
| - Victoire à domicile - Match nul - Victoire à l'extérieur |       |       |       |       |       |       |       |       |       |       |       |       |       |       |

## Les champions de France
| Vainqueur du Championnat de France 2004-2005 Montpellier Handball 8e titre |

## Statistiques et récompenses

### Meilleurs handballeurs de l'année
À l'issue du championnat, les résultats d'un vote des entraîneurs et joueurs de D1 et des internautes de la LNH a permis de décerner les Trophées du hand, :
- Meilleur joueur : non décerné
- Meilleur gardien de but : Dragan Počuča (US Ivry)
- Meilleur ailier gauche : Michaël Guigou (Montpellier Handball)
- Meilleur arrière gauche : Nikola Karabatic (Montpellier Handball)
- Meilleur demi-centre : Heykel Megannem (SC Sélestat)
- Meilleur pivot : Issam Tej (SC Sélestat)
- Meilleur arrière droit : Luc Abalo (US Ivry)
- Meilleur ailier droit : Grégory Anquetil (Montpellier Handball)
- Meilleur défenseur : Guéric Kervadec (US Créteil)
- Meilleur entraîneur : Thierry Anti (Paris Handball)

Les autres nommés étaient :
- gardien de but
  - Nicolas Lemonne (Créteil)
  - Bruno Martini (Paris)
  - Thierry Omeyer (Montpellier)
  - Nebojša Stojinović (Chambéry)
- ailier gauche
  - Anouar Ayed (Toulouse)
  - Laurent Busselier (Chambéry)
  - Olivier Girault (Paris)
  - Saïd Ouksir (Istres)
- arrière gauche
  - Ibrahima Diaw (Paris)
  - Zoran Martinović (Ivry)
  - Bertrand Roiné (Dunkerque)
  - Nenad Vučković (Chambéry)
- demi-centre
  - Mladen Bojinović (Montpellier)
  - Alexander Buchmann (Ivry)
  - Fabrice Guilbert (Créteil)
  - Karel Nocar (Chambéry)
- pivot
  - Eduard Fernández Roura (Chambéry)
  - David Juříček (Montpellier)
  - Christophe Kempé (Toulouse)
  - Guéric Kervadec (Créteil)
- arrière droit
  - Franck Junillon (Montpellier)
  - Frédéric Louis (Créteil)
  - Yérime Sylla (Livry-Gargan)
  - Lilian Di Salvo (Istres)
- ailier droit
  - Bruno Arive (Paris)
  - William Holder (Créteil)
  - Guillaume Joli (Chambéry)
  - Pascal Léandri (Ivry)
- défenseur
  - Éric Amalou (Ivry)
  - Damien Kabengele (Montpellier)
  - Franck Junillon (Montpellier)
  - Robert Lis (Paris)
- entraîneur
  - François Berthier (Sélestat)
  - Patrice Canayer (Montpellier)
  - Philippe Gardent (Chambéry)
  - Daniel Hager (Ivry)

### Meilleurs buteurs
Les meilleurs buteurs de la saison sont :
| Rang | Joueurs           | Équipe                         | Buts | Tirs | %      | 7m |
| ---- | ----------------- | ------------------------------ | ---- | ---- | ------ | -- |
| 1    | Guillaume Joli    | Chambéry Savoie HB             | 164  | 177  | 92,7 % | 71 |
| 2    | Mladen Bojinović  | Montpellier Handball           | 140  | 155  | 90,3 % | 51 |
| 3    | Yuya Taba         | USAM Nîmes                     | 131  | 158  | 82,9 % | 62 |
| 4    | Heykel Megannem   | SC Sélestat                    | 127  | 226  | 56,2 % | 36 |
| 5    | Stéphane Raphanel | Saint-Raphaël VHB              | 126  | 180  | 70,0 % | 16 |
| 6    | Laurent Busselier | Chambéry Savoie HB             | 125  | 137  | 91,2 % | 28 |
| 7    | Matthieu Drouhin  | HBC Villefranche-en-Beaujolais | 122  | 134  | 91,0 % | 41 |
| 8    | Luc Abalo         | US Ivry                        | 122  | 154  | 79,2 % | 1  |
| 9    | Nenad Vučković    | Chambéry Savoie HB             | 119  | 146  | 81,5 % | 0  |
| 10   | Zoran Martinović  | US Ivry                        | 118  | 138  | 85,5 % | 0  |

### Meilleurs gardiens de but
Les meilleurs gardiens de but de la saison sont :
| Rang | Joueur             | Club                           | Total Arrêts | Total Arrêts | Arrêts 7m | Arrêts 7m | Matchs | Moyenne |
| Rang | Joueur             | Club                           | Nb           | %            | Nb        | %         | Matchs | Moyenne |
| ---- | ------------------ | ------------------------------ | ------------ | ------------ | --------- | --------- | ------ | ------- |
| 1    | Dragan Počuča      | US Ivry                        | 325 / 825    | 39,39 %      | 15 / 83   | 18,07 %   | 26     | 12,5    |
| 2    | Thierry Omeyer     | Montpellier Handball           | 286 / 694    | 41,21 %      | 13 / 58   | 22,41 %   | 26     | 11      |
| 3    | Nebojša Stojinović | Chambéry Savoie HB             | 249 / 679    | 36,67 %      | 17 / 78   | 21,79 %   | 26     | 9,6     |
| 4    | Nicolas Lemonne    | US Créteil                     | 241 / 631    | 38,19 %      | 12 / 59   | 20,34 %   | 23     | 10,5    |
| 5    | Petr Štochl        | Istres Ouest Provence Handball | 236 / 630    | 37,46 %      | 19 / 63   | 30,16 %   | 26     | 9,1     |
| 6    | Yohann Ploquin     | Toulouse Handball              | 218 / 674    | 32,34 %      | 16 / 50   | 32,00 %   | 24     | 9,1     |
| 7    | Didier Katschnig   | Dunkerque HGL                  | 187 / 552    | 33,88 %      | 18 / 62   | 29,03 %   | 23     | 8,1     |
| 8    | Mickaël Robin      | Sélestat AHB                   | 186 / 509    | 36,54 %      | 8 / 40    | 20,00 %   | 25     | 7,4     |
| 9    | Patrice Annonay    | Angers Noyant                  | 172 / 491    | 35,03 %      | 10 / 34   | 29,41 %   | 18     | 9,6     |
| 10   | Joachim Plantey    | USAM Nîmes Gard                | 156 / 474    | 32,91 %      | 9 / 38    | 23,68 %   | 21     | 7,4     |